# Вятка (мотороллер)

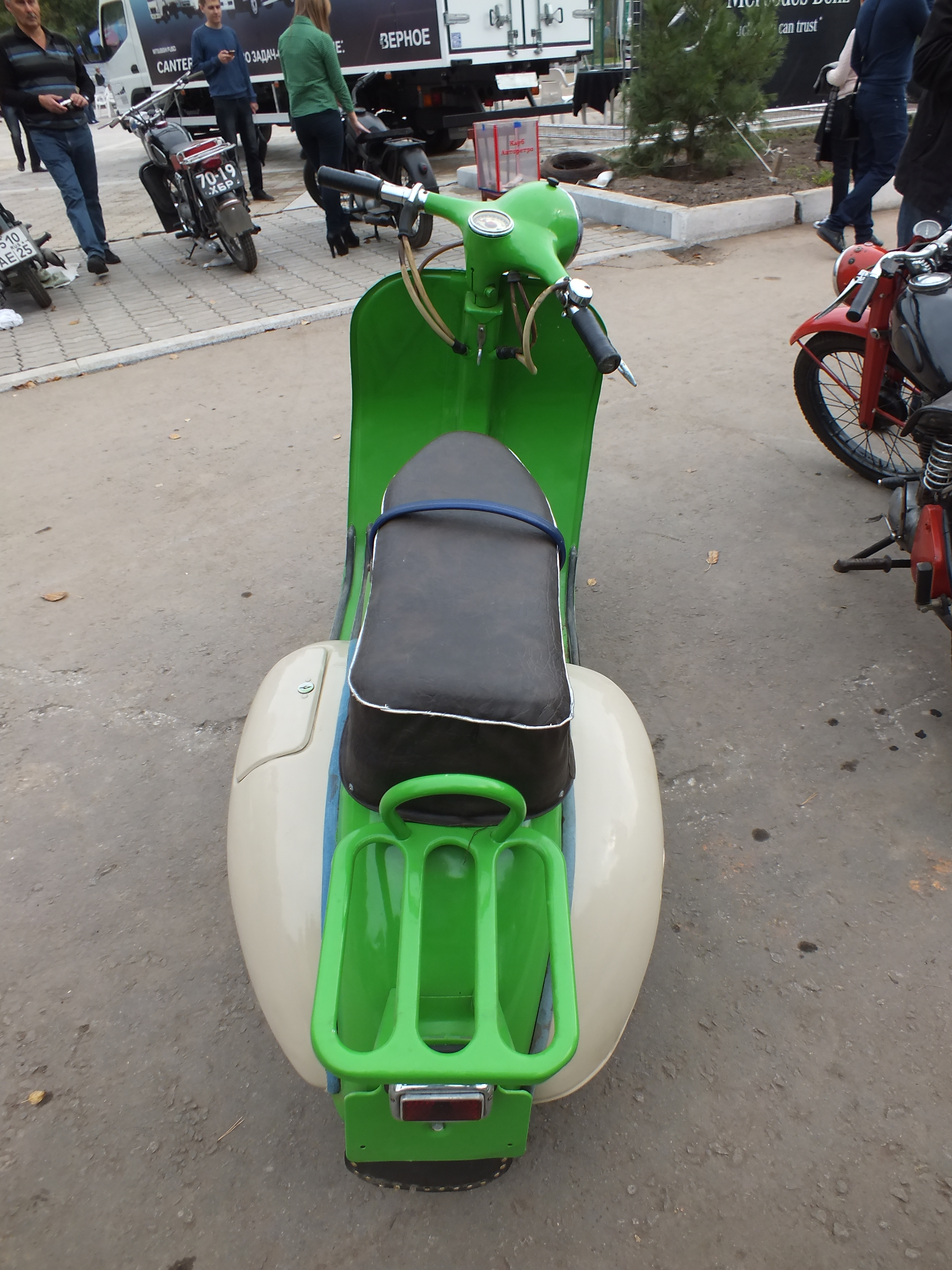
Мотороллер «Вятка» ВП-150.

Вя́тка ВП-150 — первый советский мотороллер производства Вятско-Полянского машиностроительного завода. Выпускался с 1957 по 1966 год. Является копией итальянского мотороллера «Веспа» 150GS 1955 года. Его преемником стала модель В-150М, разработанная коллективом ВПМЗ.

## История
В 1950-е годы, особенно после выхода на экраны культового фильма «Римские каникулы», в европейских странах началась мода на новое транспортное средство — мотороллер. В Советском Союзе решили не отставать от новых веяний и 19 июня 1956 года Совет Министров СССР принял постановление № 825, которое определяло задачи и сроки по освоению производства мотороллеров в СССР. Миноборонпром своим приказом от 7 июля 1956 года назначил конкретных исполнителей и сроки — до конца 1956 года построить опытные образцы, в 1957 году освоить выпуск.
Конструкторы Вятско-Полянского машиностроительного завода совместно со специалистами Центрального экспериментально-конструкторского бюро (ЦЭКБ) мотоциклостроения из г. Серпухов Московской области (ныне ОАО «Мотопром») начали работу над мотороллером класса 150 см³. Дефицит времени и отсутствие опыта вынудили взять за прототип итальянский мотороллер Vespa 150GS 1955 года. С Vespa снимались мерки, по готовому мотороллеру изготавливались чертежи. Группой конструкторов на ВПМЗ руководил Л. А. Комзилов, а созданием опытных образцов занимался ряд рабочих завода под началом С. А. Кривошея. На ВПМЗ оборудовали конвейеры для сборки мотороллеров и агрегатов к ним, подготовили технологические линии по изготовлению цилиндров, картеров, других деталей, сделали 1000 штампов и более 2000 приспособлений. Осенью 1956 года три пробных мотороллера были готовы, а в 1957 году с конвейера ВПМЗ сошли первые серийные мотороллеры ВП-150 «Вятка». До конца 1957 года удалось выпустить 1668 мотороллеров.
Производство мотороллеров быстро росло, и в 1961 году уже была собрана 100-тысячная «Вятка». В декабре 1965 года была собрана первая партия новых мотороллеров В-150М — полностью переработанный мотороллер, усовершенствованный вариант которого (1974 год) получил название «Электрон». Весь 1966 год обе модели выпускались параллельно, а в конце 1966 года «Вятка» ВП-150 была снята с производства, хотя в начале 1967 года на заводе ещё продолжался выпуск единичных мотороллеров из имевшихся запчастей.
По официальным заводским данным, за период с 1957 по 1967 было выпущено 290 467 штук мотороллеров Вятка ВП-150.

## Конструкция мотороллера
«Вятка» была довольно тихой — уровень шума составлял 80 дБ. Довольно простая, она не требовала сложных регулировок и могла работать на низкооктановом бензине А-66.
От «Веспы» «Вятка» отличалась незначительно:
- надпись на шильдике, крепившемся на щите мотороллера;
- на крыле переднего колеса «Вятки» c 1960 года размещался красный флажок с пятиконечной звездой[4];
- размер центральной части руля и посадочный размер фары у «Вятки» больше (крупнее);
- советский спидометр был круглым, на «Веспе» — овальным;
- замок зажигания у «Вятки» располагался отдельным прибором на руле, а у «Веспы» спрятан в корпус фары;
- «Вятка» была несколько крупнее и тяжелее (база — на 4 сантиметра, масса на 7 кг), металл облицовки у неё толще;
- у «Вятки» всего три передачи, у «Веспы» — четыре.

## Техническая характеристика
Общие данные:
- количество мест — 2[5];
- масса в снаряженном состоянии — 118 кг
- сухая масса — 108 кг
- наибольшая скорость — 70 км/ч
- время разгона до 60 км/ч — 13 с
- расход топлива при скорости 50 км/ч — 3,1 л/100 км
- запас топлива — 12 л
- уровень шума — 80 дБ
- Размеры:
- база — 1200 мм
- дорожный просвет — 150 мм
- длина — 1850 мм
- ширина — 800 мм
- высота — 1150 мм
- размер шин — 101,6×254 мм
- Двигатель:
- число цилиндров — 1
- тип — двухтактный
- охлаждение — воздушное, принудительное
- диаметр цилиндра — 57 мм
- ход поршня — 58 мм
- рабочий объём — 148 см³
- степень сжатия — 6,7
- мощность — 5,5 л. с./4,1 кВт при 4800 об./мин
- наибольший крутящий момент — 9 Н•м при 3800 об./мин

Трансмиссия:
- сцепление — многодисковое в масляной ванне;
- коробка передач — трёхступенчатая с переключением вращающейся рукояткой руля;
- передаточные числа: передней передачи — 3,04; коробки передач — 4,83—2,89—1,80; задняя передача — шестерённая 1,0.

Экипажная часть:
- рама — сварной несущий корпус;
- подвеска переднего колеса — пружинная, короткорычажная с тянущим рычагом и гидравлическим амортизатором;
- вилка заднего колеса — пружинная, маятниковая с гидравлическим амортизатором.

## Трёхколёсные модификации
В октябре-ноябре 1959 года на представительной выставке «Мотоциклы и мотороллеры» Московского Политехнического музея экспонировались различные модификации трёхколесных мотороллеров «Вятка». Силовой агрегат от ВП-150 размещался не сбоку, а посередине. Крутящий момент от него передавался на конический дифференциал, от которого вращение через цепные передачи (отдельно на каждое колесо) передавалось двум задним ведущим колёсам. Эти колёса имели независимую торсионную подвеску. Такой трёхколесный мотороллер изготовлялся в нескольких разновидностях: МГ-150Ф с кузовом фургон, МГ-150 с грузовой платформой и МГ-150С с самосвальным кузовом. Грузоподъёмность трёхколёсных машин — 250 кг. Наибольшая скорость — 35 км/ч.

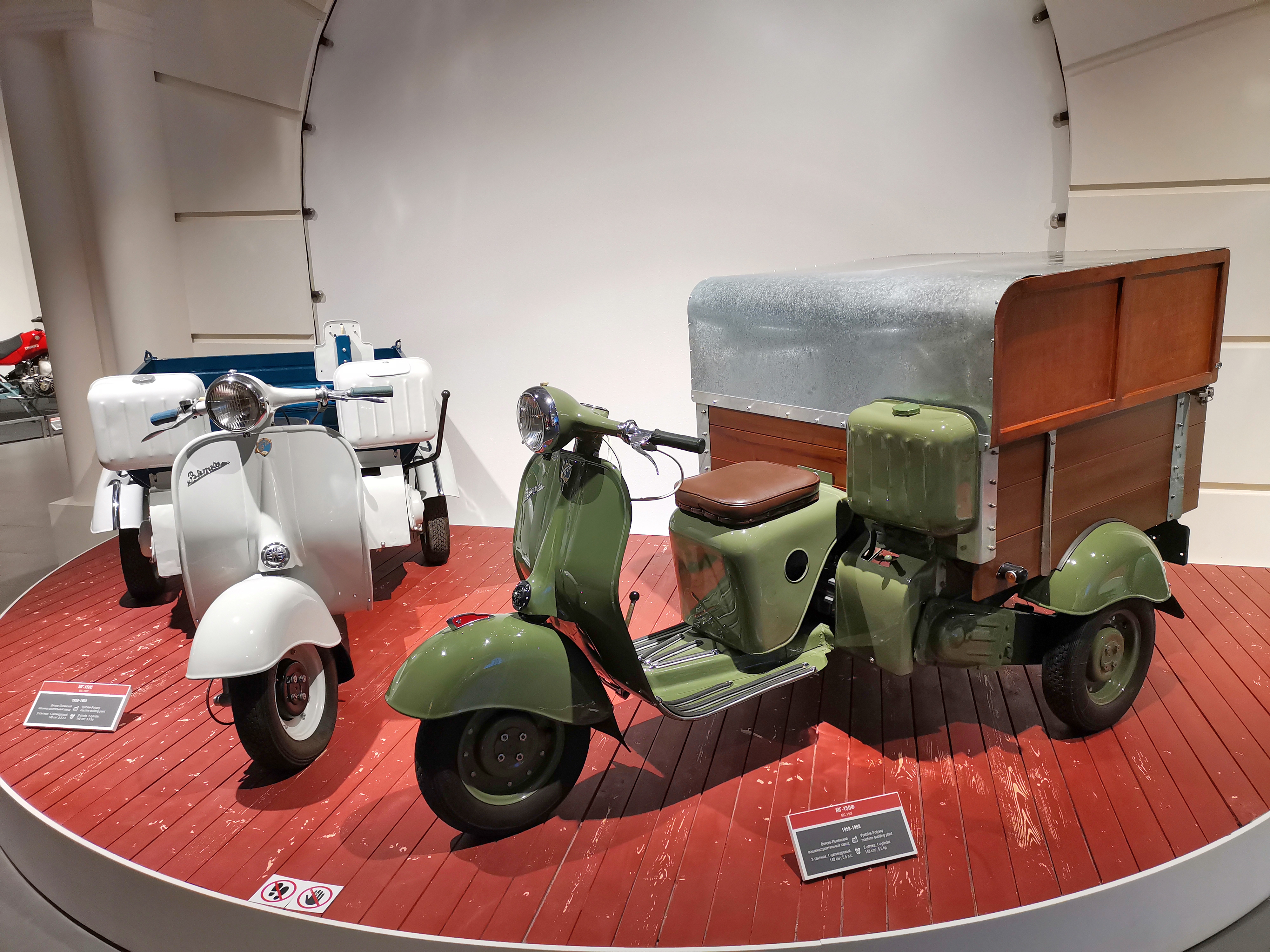
МГ-150Ф в Музейном комплексе УГМК (г. Верхняя Пышма)

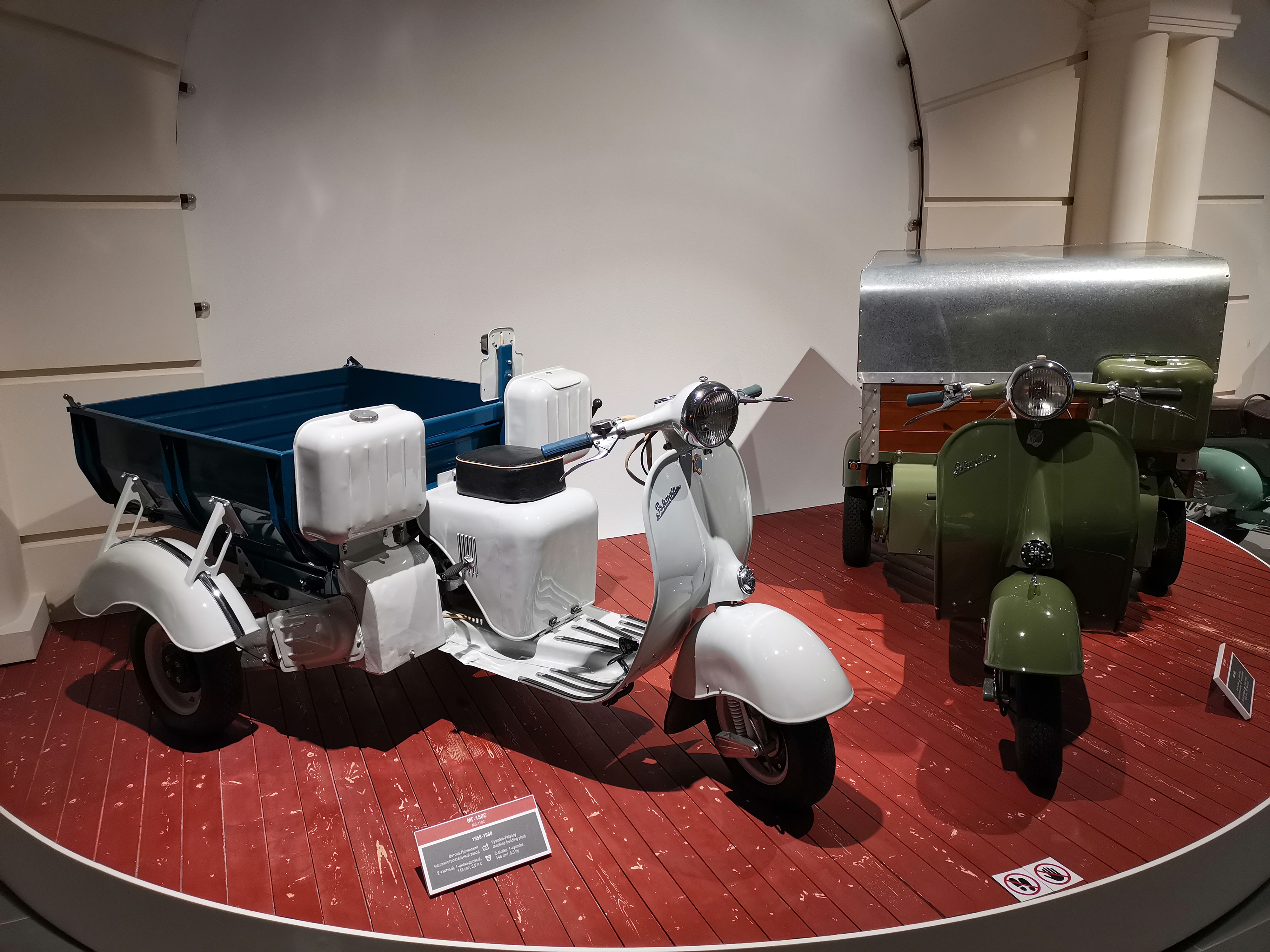
МГ-150С

По заказу ВДНХ была разработана ещё одна конструкция — мототакси ВП-150Т, которое тоже было трёхколесным, но на этот раз два колеса (они были управляемыми) размещались впереди. Между ними находилось двухместное сиденье для экскурсантов. От пыли и брызг их защищали поворотные створки. Таких машин ВПМЗ изготовил около 50 экземпляров. Единственный точно сохранившийся экземпляр хранится в музее завода.
Самый поздний из известных трёхколесных мотороллеров модификации МГ-150 выпущен в 1967 году и имеет заводской номер 72170.